# Ekspozycja (fotografia)

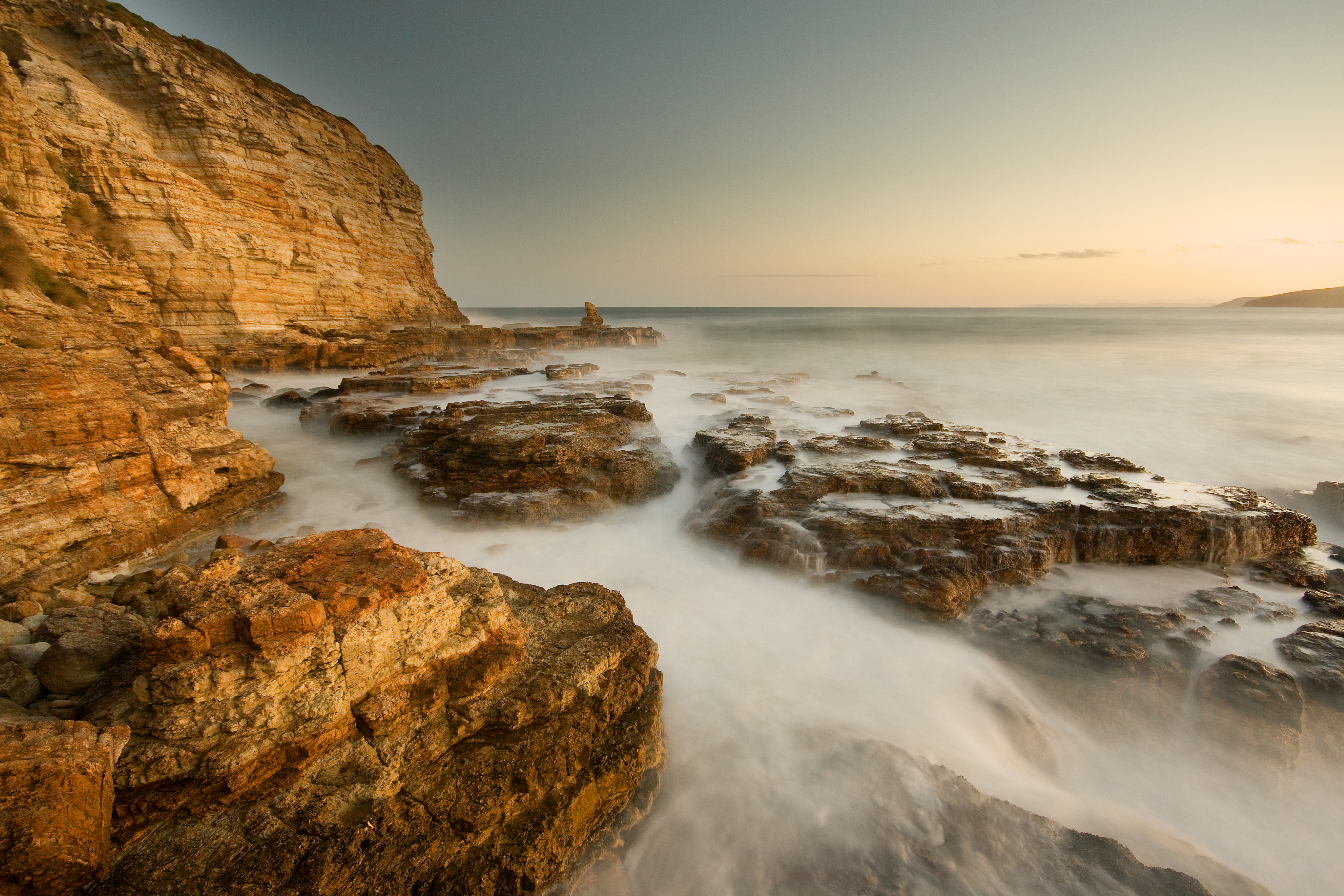
Zdjęcie morza po zachodzie słońca z czasem naświetlania 15 sekund. Opary z fal wydają się zamglone

Ekspozycja – ilość światła padającego na materiał światłoczuły (np. film lub sensor elektroniczny) konieczna dla prawidłowego zrobienia zdjęcia fotograficznego. Uzyskuje się ją poprzez ustalenie wartości przysłony i czasu naświetlania w stosunku do wybranej czułości filmu (lub jego odpowiednika w aparacie cyfrowym) lub też czułości materiału odbitkowego (papier fotograficzny, kopia diapozytywowa), a także poprzez odpowiednie dozowanie oświetlenia (lampy błyskowe, lampy o świetle ciągłym, odbłyśniki, ekrany, żaluzje, rozpraszacze światła itp.).
Rodzaje ekspozycji w przypadku pracy z urządzeniem rejestrującym obraz (np. aparat fotograficzny, kamera filmowa):
- półautomatyczna – wskazania światłomierza (za mało – dobrze – za dużo) widoczne w polu widzenia celownika, lub matówki i reagujące na ręczne obracanie pokręteł czasu i przysłony;
- automatyczna – urządzenie automatycznie dobiera czas do ustawionej ręcznie przysłony, przysłonę do ręcznie ustawionego czasu, lub oba parametry jednocześnie według zadanego programu.

W bardziej zaawansowanych aparatach istnieje możliwość ręcznego korygowania ustawionej przez automatykę wielkości ekspozycji (jest to tak zwana kompensacja ekspozycji).

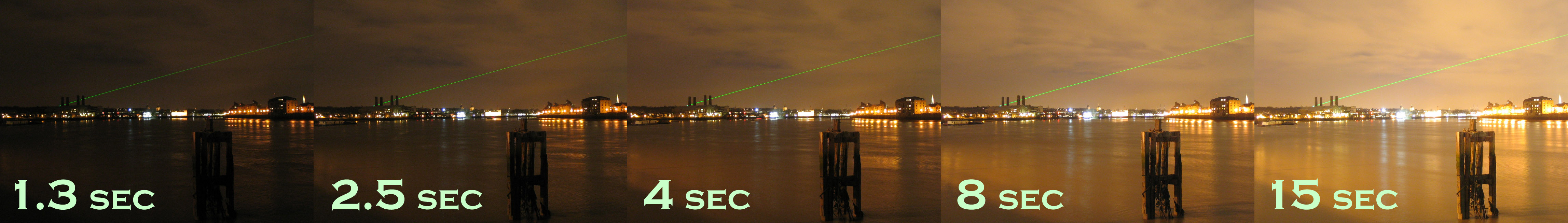
Demonstracja efektu ekspozycji w fotografii nocnej. Dłuższe czasy otwarcia migawki powodują zwiększenie ekspozycji

|  |  |